# ريتشارد هودجز
ريتشارد هودجز (بالإنجليزية: Richard Hodges)‏ هو سياسي أمريكي، ولد في 12 أكتوبر 1963 في أوهايو في الولايات المتحدة. حزبياً، نشط في الحزب الجمهوري. وقد انتخب عضو مجلس نواب أوهايو.